# Nagroda Klugego
Nagroda Biblioteki Kongresu USA im. Johna Klugego – nagroda ufundowana przez amerykańskiego miliardera Johna Klugego, a przyznawana przez Bibliotekę Kongresu USA. W zamierzeniu fundatora ma to być odpowiednik Nagrody Nobla w dziedzinach humanistycznych. Pierwszym laureatem (w 2003 r.) został Leszek Kołakowski. Nazwisko laureata, wedle oficjalnego komunikatu, miało być ogłaszane 5 listopada każdego roku, jednak nagroda nie jest przyznawana regularnie.
Nagroda to 1 milion dolarów amerykańskich.

## Laureaci Nagrody Klugego
Źródło:
- 2003: Leszek Kołakowski
- 2004: Paul Ricœur, Jaroslav Pelikan
- 2006: John Hope Franklin, Yu Ying-shih
- 2008: Peter Robert Lamont Brown, Romila Thapar
- 2012: Fernando Henrique Cardoso
- 2015: Jürgen Habermas i Charles Taylor
- 2018: Drew Gilpin Faust
- 2020: Danielle Allen
- 2022: George Chauncey
- 2024: Kwame Anthony Appiah